# Luc Letellier de Saint-Just
Pour les articles homonymes, voir Letellier.
Luc Letellier de Saint-Just, né le 12 mai 1820 et mort le 28 janvier 1881 à Rivière-Ouelle, est un homme politique québécois. Il est lieutenant-gouverneur du Québec entre 1876 et 1879.

## Biographie

### Jeunesse
La famille Letellier de Saint-Just descend de Michel Letellier qui, originaire de Saint-Quentin, dans le diocèse de Noyon, émigre en Nouvelle-France vers 1705 avec son épouse Marie Mélie. Le fils de ces derniers, François Letellier de Saint-Just, né à Québec en 1709, devient soldat dans la compagnie de Fouville et se retire des troupes en octobre 1740, après avoir épousé Marie-Françoise Pelletier à Québec le 25 janvier 1740. Ces derniers ont, en février 1750, un fils nommé Michel Tellier qui, cultivateur, est député entre 1800 et 1804 à la Chambre d'assemblée du Bas-Canada. Ce dernier et son épouse Louise Moreau sont les parents de François Letellier, notaire, qui épouse Marie-Sophie Casgrain, lesquels sont les parents de Luc Letellier de Saint-Just.
Ce dernier est né le 12 mai 1820 à Rivière-Ouelle, au Bas-Canada. Il fait ses études primaires à Rivière-Ouelle et à Kamouraska. De 1830 à 1836, il étudie au Collège de Sainte-Anne-de-la-Pocatière. Il obtient un diplôme du Petit Séminaire de Québec en 1837. Il retourne ensuite à Rivière-Ouelle faire l'apprentissage du droit, puis pour y pratiquer la profession de notaire à partir de 1841.

### Carrière politique
Il est élu député de Kamouraska à l'Assemblée législative de la province du Canada le 1er février 1851, s'affichant comme partisan de Louis-Hippolyte La Fontaine. Il est cependant défait par le conservateur Jean-Charles Chapais quelques mois plus tard. Il tentera de se faire réélire à ce poste en 1854 et en 1858, sans succès. Le 31 octobre 1860, il est élu, conformément à la loi de 1856, conseiller législatif de Grandville au Conseil législatif de la Province du Canada. Il exerce la fonction de ministre de l'Agriculture de la province du 16 mai 1863 au 29 mars 1864.
Letellier s'oppose à l'idée d'une Confédération canadienne. Il croit que la création du Canada fera perdre l'autonomie des provinces et craint que la nouvelle constitution fédérale crée un pouvoir centralisateur et laisse peu de place à la culture française du Canada-Est. Néanmoins, la Confédération est proclamée le 1er juillet 1867. Letellier est nommé sénateur de Grandville au Sénat du Canada, poste qu'il occupait déjà dans le régime précédent. Il siège alors en tant que « Libéral nationaliste ». Il occupe le poste de Chef de l'opposition au Sénat durant la Première législature du Canada. Il aimerait alors se faire élire comme député à l'Assemblée législative du Québec. Il tente sans succès de se faire élire dans Kamouraska en 1869, puis dans L'Islet en 1871.
En novembre 1873, le Parti libéral du Canada réussit à prendre le pouvoir après la démission forcée du gouvernement conservateur pour une affaire de corruption. Il devient alors Leader du gouvernement au Sénat ainsi que ministre de l'Agriculture.

### Fin de carrière
Le 15 décembre 1876, il est nommé lieutenant-gouverneur du Québec. Malgré l'obtention de ce poste prestigieux, il continue de s'ingérer dans les luttes politiques. Il utilise même ses nouveaux pouvoirs pour refuser d'apposer sa signature sur un décret en conseil du gouvernement provincial conserveur de Charles-Eugène Boucher de Boucherville. Le 2 mars 1878, il prend une décision déconcertante : il révoque le gouvernement de Boucherville et charge le chef libéral Joly de Lotbinière de former le nouveau gouvernement. Le geste est perçu par plusieurs comme un coup d'État. Ce geste lui vaudra finalement d'être destitué le 25 juillet 1879.
Malade, il décide de se retirer dans son village natal de Rivière-Ouelle pour y mourir le 28 janvier 1881.

## Honneurs
La rue Letellier à Québec a été nommée en son honneur en 1890.

## Héraldique
| Haec manus ob patiam |
| -------------------- |

| L'écu de Luc Letellier de Saint-Just se blasonne ainsi : De gueules de la fasce d'argent chargée de trois feuilles d'érable tiges de sinople, accompagnée de deux éperons d'or en chef et d'une main senestre couleur naturelle en pointe. |